# Талмасинг
Талмасинг (њем. Thalmassing) општина је у њемачкој савезној држави Баварска. Једно је од 41 општинског средишта округа Регенсбург. Према процјени из 2010. у општини је живјело 3.257 становника. Посједује регионалну шифру (AGS) 9375205.

## Географски и демографски подаци
Талмасинг се налази у савезној држави Баварска у округу Регенсбург. Општина се налази на надморској висини од 360 метара. Површина општине износи 37,1 km². У самом мјесту је, према процјени из 2010. године, живјело 3.257 становника. Просјечна густина становништва износи 88 становника/km².